# Anders Gabriel Rylander
Anders Gabriel Rylander, född 19 april 1764 i Hjortsberga församling, död 22 juli 1828 i Svarttorps församling, var en svensk präst, kompositör och musiker.

## Biografi
Anders Gabriel Rylander föddes 19 april 1764 i Hjortsberga församling. Han var son till trumpetaren vid Smålands kavalleriregemente Adam Rylander. Rylander blev 1783 student vid Lunds universitet och dispituerade 1789 med de indole sermonis moralis (L. J Nordström) och 1792 med de honoribus academicis, Matth. XXIII: 8, non prohibitis (G. Sommelius). Han blev vikarierande konsistorienotarie i Lund 1793 och avlade magisterexamen samma år. Rylander av extra ordinarie amanuens vid Lunds universitetsbibliotek 1794. År 1795 blev han kollega vid Braheskolan, samt kantor och organist vid Visingsö församling. Rylander prästvigdes 9 februari 1800 och blev 1803 komminister i Svarttorps församling, tillträde 1805. Han avled 22 juli 1828 i Svarttorps församling.
Rylander var även violinist och hade ett stort intresse för musik.

### Familj
Rylander gift sig med Elisabet Magdalena Liedbeck (1778–1831). Hon var dotter till inspektorn Nils Magnus Liedbeck och Anna Lena Petersson på Visingsö. De fick tillsammans barnen Amalia Rylander (1798–1842), gift med kvartermästaren Nils Zetterström och Johan Gabriel Rylander (1802–1809).

## Musikverk
- Vals för pianoforte i G-dur.[3]
- Vals för pianoforte i B-dur.[3]
- Vals för pianoforte i C-dur.[3]